# 詭弁論駁論
『詭弁論駁論』（きべんろんばくろん、古希: Σοφιστικοὶ Ἔλεγχοι、古代ギリシア語ラテン翻字: Sophistikoi Elenchoi、羅: De Sophisticis Elenchis、英: Sophistical Refutations）とは、アリストテレスの著作であり、『オルガノン』の中の一冊。『ソフィスト的論駁について』（ソフィストてきろんばくについて）とも訳される。
本書では、「詭弁」（古希: σόφισμα、sophism）による論駁のあり方についての考察が論じられる。これは、「論証」（古希: αποδειξις、古代ギリシア語ラテン翻字: apodeiksis、アポデイクシス）について論じられる『分析論前書』『分析論後書』、および「弁証術」（古希: διαλεκτική、古代ギリシア語ラテン翻字: dialektike、ディアレクティケー）について論じられる『トピカ』と対になる。
元々は、『トピカ』の一部、すなわち第9巻として位置付けられる書籍だったと考えられる。

## 構成
全34章から成る。
- 第1章-第2章 - 序論。
  - 第1章 - 真の推論・論駁と、詭弁的論駁との一般的区別。
  - 第2章 - 対話形式の議論の4種類 --- 1. 教示的、2. 弁証術的、3. 検証的、4. 論争的。
- 第3章-第15章 - 虚偽が犯される諸形式。
  - 第3章 - 論争的議論の5つの目標 --- 1. 論駁、2. 誤謬、3. 逆説、4. 語法違反、5. 無意味なお喋り。
  - 第4章-第11章 - 論駁。
    - 第4章 - A. 「言葉遣い」による論駁 --- 1. 語義曖昧、2. 文意不明確、3. 結合、4. 分離、5. 抑揚、6. 表現形式。
    - 第5章 - B. 「言葉遣い」以外による論駁 --- 1. 付帯性、2. 端的・限定的表現、3. 無知、4. 論点先取、5. 帰結、6. 虚偽原因、7. 論点統合。
    - 第6章 - 以上の詭弁的論駁の全ては、無知に帰する。
    - 第7章 - その原因は適切な区別立ての欠如にある。
    - 第8章 - C. 形式的には妥当だが、実質的には外形的にしか妥当しない論駁。
    - 第9章 - 論駁の数は無限であり挙げ尽くすことは不可能。共通原理に基づく諸々の論駁を成立させるトポスを把握することが弁証家の任務。
    - 第10章 - 言葉（表現）に対する議論と、思想に対する議論を、区別することの非妥当性。教示的議論と弁証術的議論。
    - 第11章 - 検証的議論と弁証術的議論。論争的（詭弁的）議論と弁証術的議論。教示的議論と弁証術的議論。論争的議論の2つの型。

  - 第12章 - 誤謬・逆説。 - 誤謬に陥らせる方法。逆説に陥らせる方法。
  - 第13章 - 無意味なお喋り。 - 無意味なお喋りに陥らせる方法。
  - 第14章-15章 - 語法違反。
    - 第14章 - 語法違反に陥らせる方法。総括。
    - 第15章 - 有効に問いを立て議論する方法。
- 第16章-第33章 - 虚偽の解決。
  - 第16章-18章 - 序論。
    - 第16章 - 詭弁的論駁研究の有用性と、練習の必要性。
    - 第17章 - 外見的な解決法。
    - 第18章 - 真の解決法。

  - 第19章-第33章 - 論駁の解決法。
    - 第19章 - A. 「言葉遣い」による論駁に対する解決法 --- 上述1-2に対して。
    - 第20章 - 上述3-4に対して。
    - 第21章 - 上述5に対して。
    - 第22章 - 上述6に対して。
    - 第23章 - 「言葉遣い」による論駁に対する解決法の一般的規準。
    - 第24章 - B. 「言葉遣い」以外による論駁に対する解決法 --- 上述1に対して。
    - 第25章 - 上述2に対して。
    - 第26章 - 上述3に対して。
    - 第27章 - 上述4に対して。
    - 第28章 - 上述5に対して。
    - 第29章 - 上述6に対して。
    - 第30章 - 上述7に対して。
    - 第31章 - 「無意味なお喋り」に引き込む議論に対する解決法。
    - 第32章 - 「語法違反」に導く議論に対する解決法。
    - 第33章 - 虚偽の解決における難易の諸段階。
- 第34章 - 結語。（『トピカ』全体の総括。「弁証術」と「弁論術」の比較。）

## 訳書
- 『アリストテレス全集 2 詭弁論駁論 ほか』 宮内璋訳 岩波書店 1970年
- 『新版 アリストテレス全集3 ソフィスト的論駁について ほか』 納富信留訳 2014年